# Bettlerpfad

Die gelbe Raute dient als Wegweiser

Der Bettlerpfad ist ein historischer Wanderweg, der von Merzhausen bei Freiburg im Breisgau durch das Hexental und den Norsinger Grund nach Badenweiler im Markgräflerland führt. Seine gesamte Länge beträgt etwa 27 km bei überwiegend nur geringen bis mäßigen Steigungen. Er lässt sich in fünf Etappen von unterschiedlicher Länge und Steigung einteilen und verläuft größtenteils durch Kultur- und Naturlandschaft sowie einige Ortschaften (s. u.). Aufgrund seiner Exposition auf Freiflächen ergibt sich oft eine weite Aussicht. Der gesamte Weg ist markiert und beschildert: Neben Wegweisern, die Kilometerangaben enthalten, kann der gelben Raute gefolgt werden.

## Geschichte

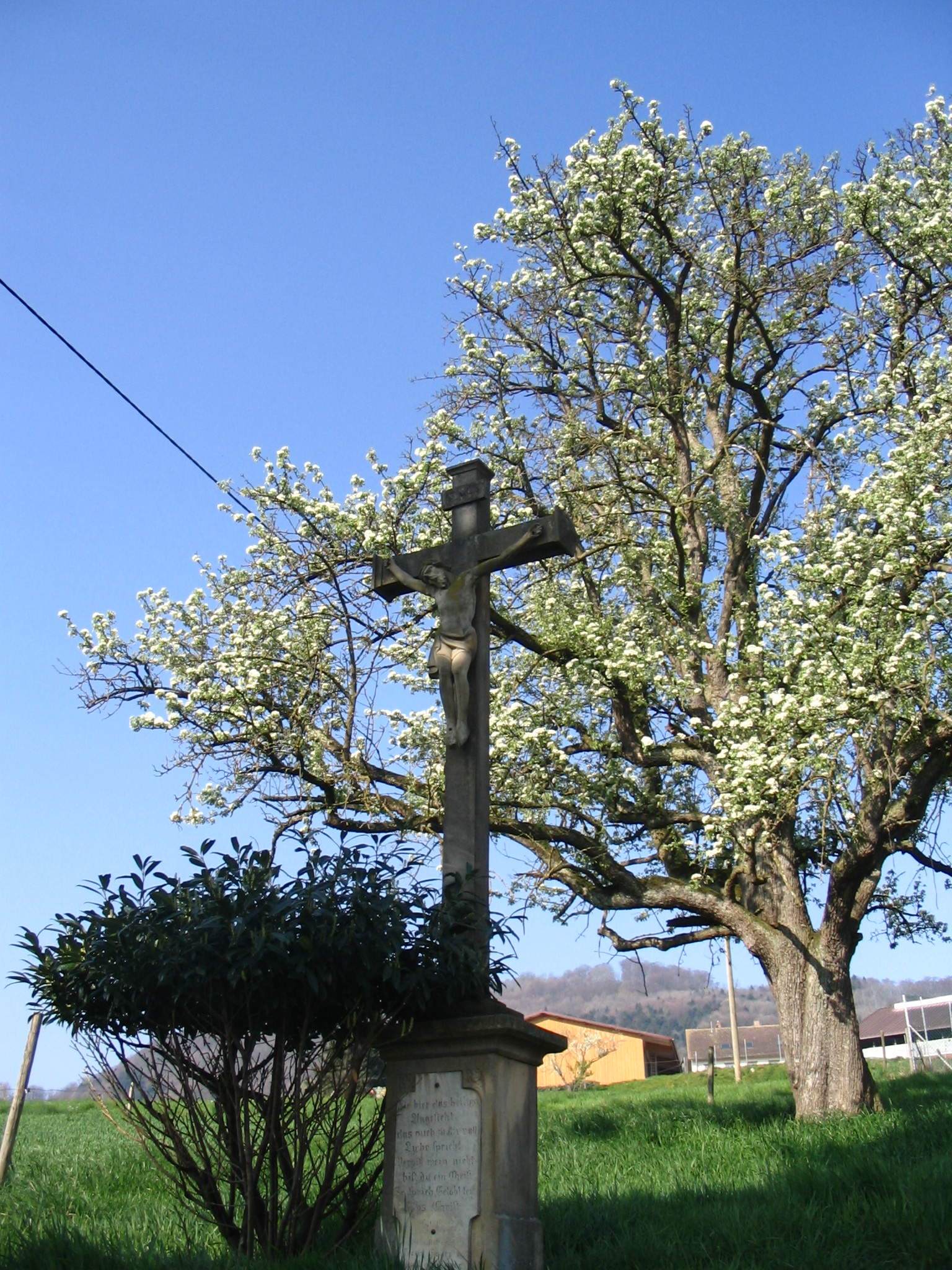
Gedenkkreuz am Hauerhof

Zur Herkunft des Namens liegen verschiedene Theorien vor: Eine Theorie besagt, dass der Weg im Mittelalter von Mönchen des Bettelordens zu Freiburg genutzt wurde, die sich von Zeit zu Zeit auf den Weg durchs Markgräflerland machten, um zu betteln. Darüber hinaus wird vermutet, dass Eremiten entlang des Weges lebten, die ihren Lebensunterhalt bei der Landbevölkerung erbetteln mussten.
Eine andere Version (und diese gilt als die wahrscheinlichste) behauptet, dass ein armer Handwerksgeselle, der 1870/1871 des Winters auf dem Weg nach Freiburg war, kurz hinter Wittnau, also ungefähr zwei Kilometer vor dem Ziel, von der Dunkelheit überrascht wurde und die Orientierung verlor. Aufgrund seiner Erschöpfung übermannte ihn der Schlaf. Am nächsten Morgen wurde er von Bauern aus dem nahe gelegenen Hauerhof tot aufgefunden. Diese hatten am Abend zuvor den Wachhund bellen hören, sich aber nichts dabei gedacht. In Gedenken an den verstorbenen Wanderer erstellten sie ein Gedenkkreuz, das heute noch zu sehen ist.
Der Bettlerpfad ist seit etwa den 1930er Jahren als Wanderweg ausgewiesen. Im Jahre 2003 wurde im Bereich des Norsinger Grundes der ursprüngliche historische Weg wieder begehbar gemacht. Aus verschiedenen Gründen war dort der eigentliche Bettlerpfad vor mehreren Jahrzehnten auf einen Waldweg (das Wiiwegli) verlegt worden. Durch eine Kooperation der Gemeinde Ehrenkirchen, auf deren Gemarkung sich der Norsinger Grund befindet, des Schwarzwaldvereines und der ansässigen Landwirte ist es nun wieder möglich, den historischen Pfad zu bewandern.

## Etappen

### Von Merzhausen nach Wittnau

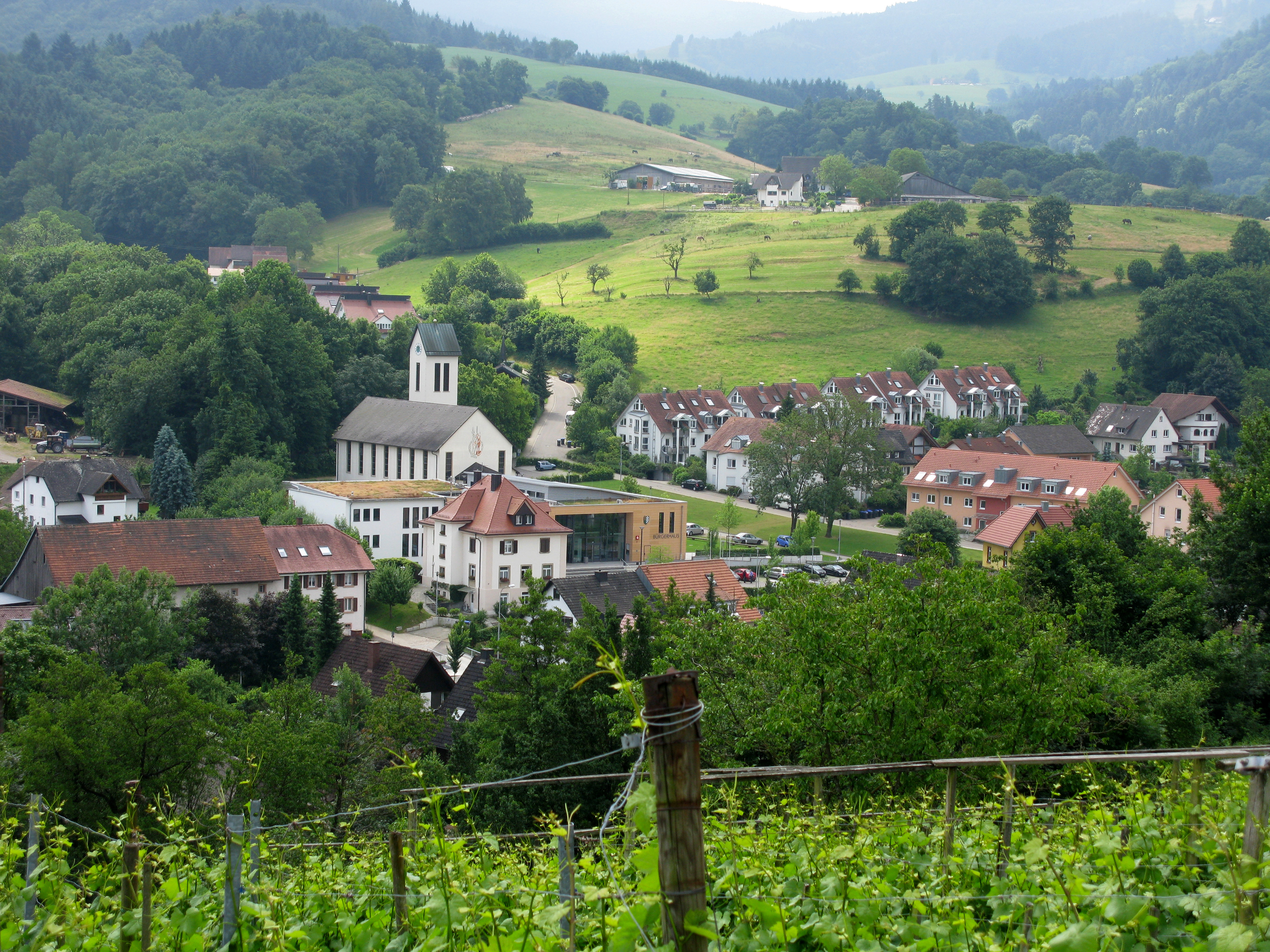
Au vom Bettlerpfad

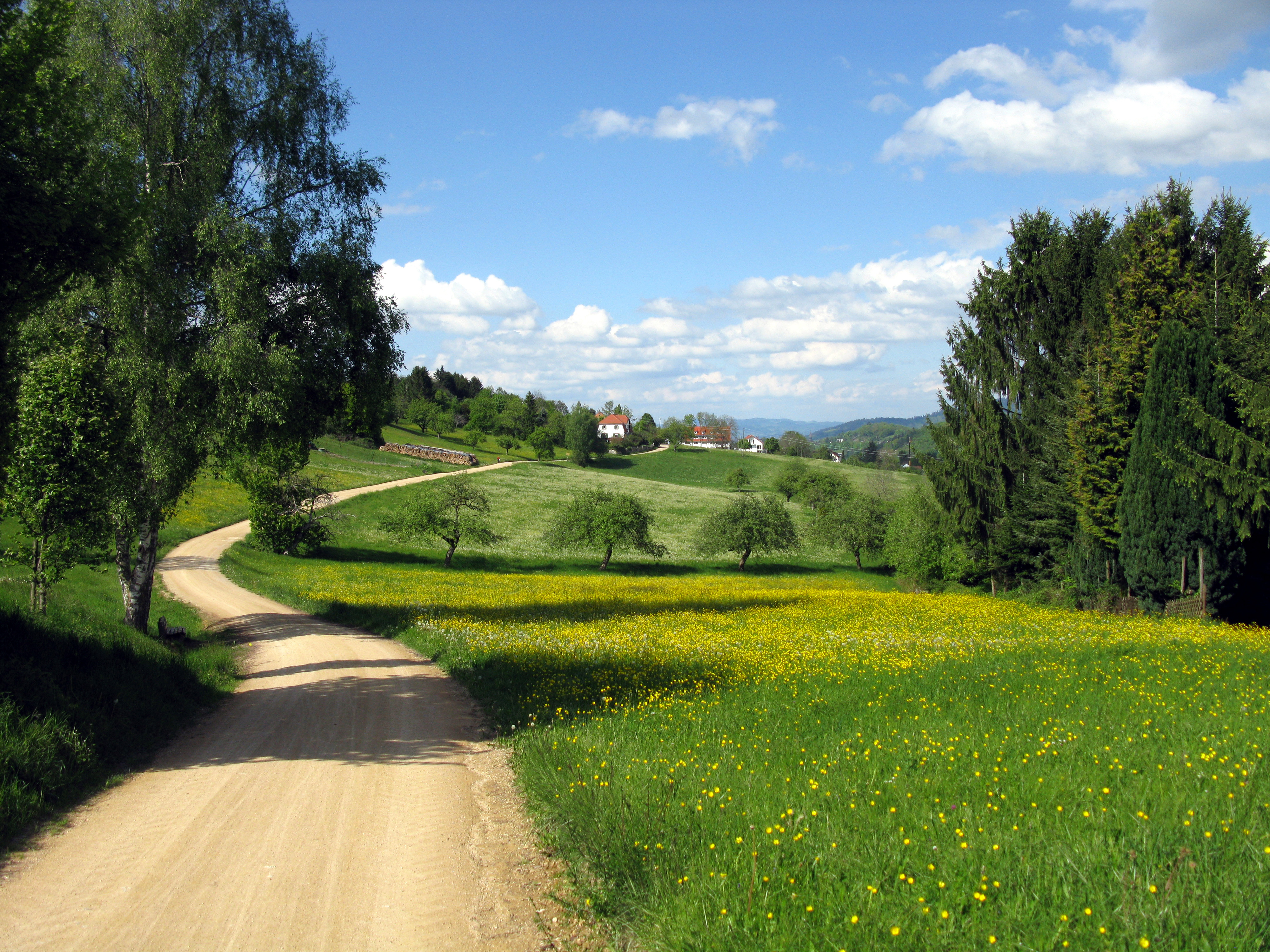
Blick vom Bettlerpfad in Wittnau Richtung Au

Der Weg beginnt inmitten der an Freiburg im Breisgau angrenzenden Gemeinde Merzhausen. Von dort aus steigt der Weg zunächst recht steil an, um dann etwas abzuflachen. Er führt am Hauerhof mit dem Gedenkkreuz vorbei durch die Gemeinde Au. Mit Blick auf den Hochschwarzwald geht es an Streuobstwiesen und kleinen Flurstücken vorbei nach Wittnau hinein.

### Von Wittnau nach Bollschweil

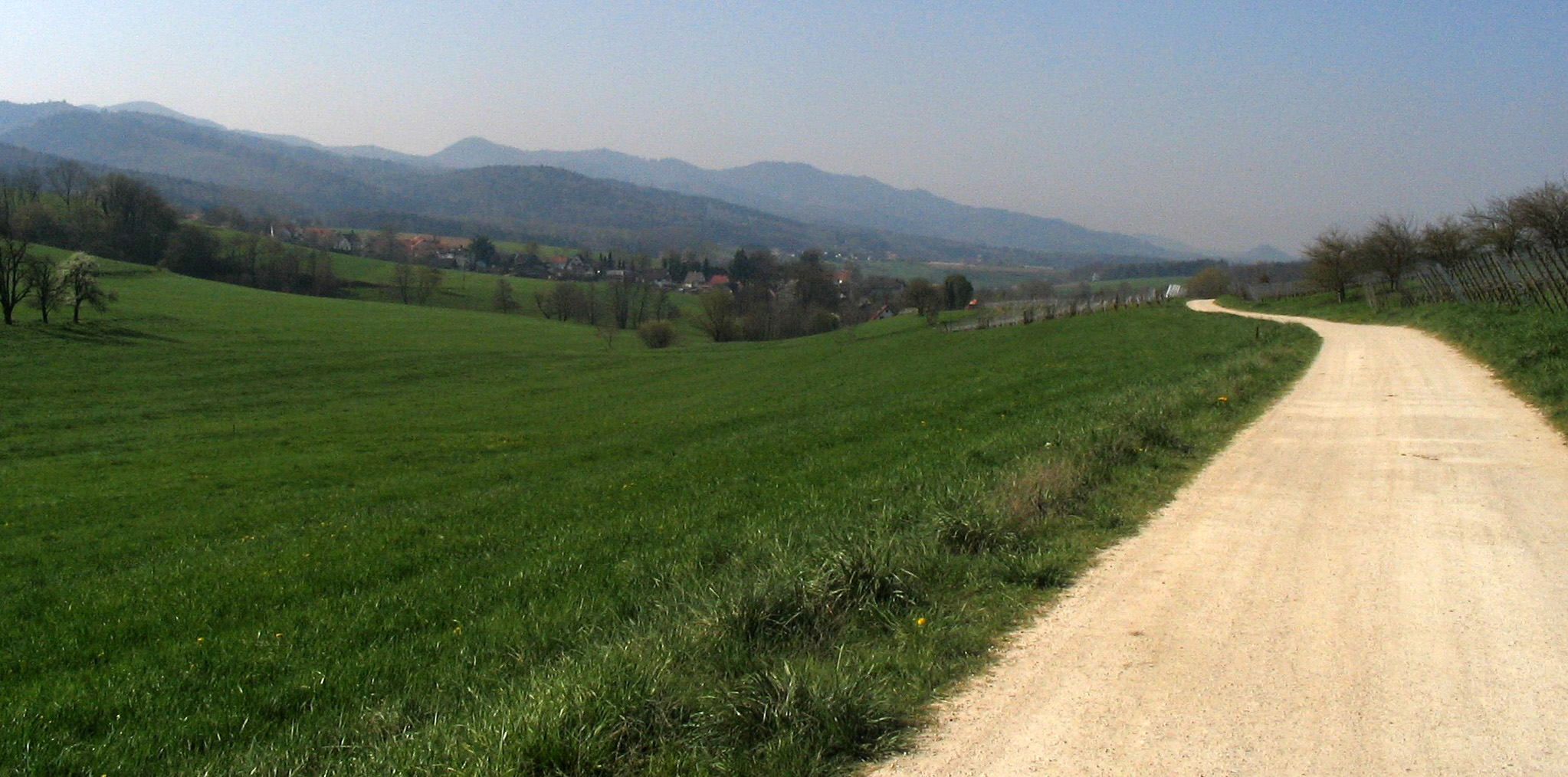
Blick vom Bettlerpfad auf Sölden

Der Weg verläuft in Wittnau an Rathaus und Kirche vorbei und dann auf unbefestigter Straße zwischen Weinreben rechterhand und Grünfläche linkerhand in Richtung Sölden, am westlichen Ende Söldens vorbei in einen Talgrund hinab und von dort aus weiter zu einer kleinen Mariengrotte. Danach verläuft der Bettlerpfad leicht ansteigend in die Ortschaft Bollschweil. Am Ortseingang befindet sich ein Friedhof, auf dem die Grabstätte der Schriftstellerin Marie-Luise Kaschnitz (1901–1974) zugänglich ist. Durch das Neubaugebiet des Ortes und über das Anwesen der Familie von Holzing-Berstett hinweg (Elternhaus von Marie-Luise Kaschnitz) führt der Weg hinüber in Richtung Staufen.

### Von Bollschweil nach Staufen

Schlossberg in Staufen

Nach Bollschweil verläuft der Weg zwischen Feldern hindurch auf knapp einen Kilometer durch Laub-Mischwald, um dann an einem Waldspielplatz vorbei in einen unbefestigten Grasweg im Freien zu münden. Dieser schlängelt sich an einer direkt an einem Bach gelegenen Mariengrotte vorbei und steigt gleich darauf ganz leicht zum Lehenhof an, einem Bauernhof, dessen Existenz seit 400 Jahren urkundlich belegt ist. Der Verleger Friedrich Ernst Fehsenfeld, dem das Anwesen seit 1898 gehörte und der hier auch seinen Lebensabend verbrachte, soll hier einst mit seinem Autor Karl May und Ehrenkirchener Honoratioren gejagt und fröhliche Abende verbracht haben.
Am Lehenhof vorbei geht es erneut durch Wald zum nahe gelegenen Norsinger Grund. Hier trennt sich der historische Originalpfad von der vor Jahrzehnten festgelegten Strecke: Während der historischen Pfad über Wiesen und Äcker auf den Spuren der damaligen Wanderer und Bettler verläuft, führt der neuere Weg als Waldweg in die Nähe einer alten Grabstätte mit freigelegten Alemannengräbern aus dem 7. Jahrhundert (abseits des markierten Wegs liegend).
Wenig später vereinen sich die beiden Varianten wieder und bereits nach etwa 2,5 km werden an der St.-Gotthard-Kapelle die nördlichsten Ausläufer der Stadt Staufen erreicht. Von der daneben liegenden Gastwirtschaft bietet sich eine Aussicht in die Rheinebene und bei guter Sicht in die Vogesen, eventuell sogar bis in die Burgundische Pforte. Im weiteren Wegverlauf verbleibt rechts des Wegs der Staufener Schlossberg. Nach etwa einem weiteren Kilometer beginnt die Durchquerung der Stadt Staufen mit ihrem historischen Stadtkern.

### Von Staufen nach Sulzburg

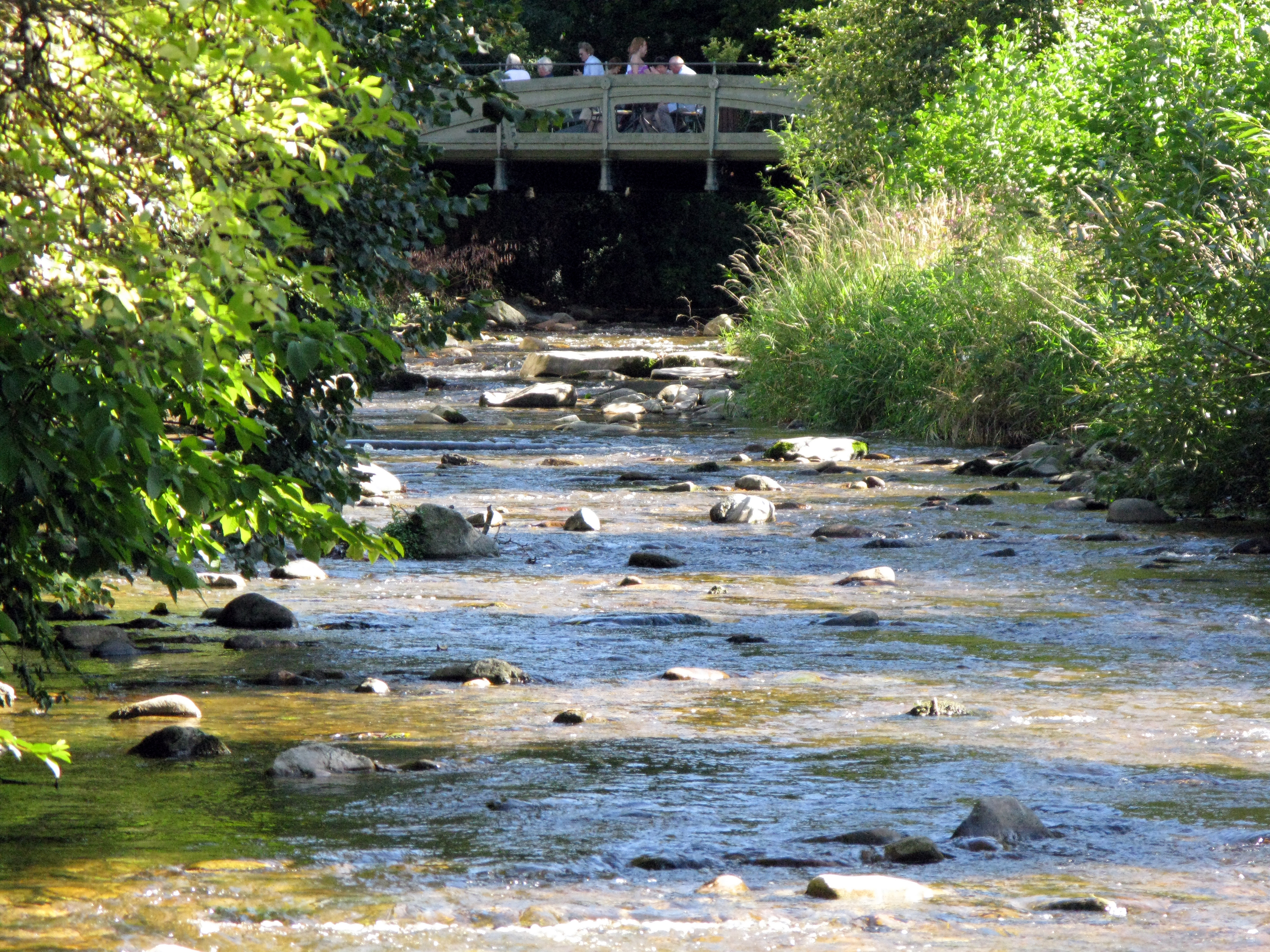
Neumagen mit gusseiserner Brücke von 1871

Auf der Südseite des Marktplatzes in Staufen befindet sich ein Wegweiser. Nach dem Verlassen der Altstadt, zunächst auf der Hauptstraße, überquert der Bettlerpfad den Fluss Neumagen über eine gusseiserne, 1871 erbaute Brücke. Den Staufener Bonnevilleplatz passierend, verläuft der Weg über Felder in das Neubaugebiet von Grunern. Kurz hinter dem Friedhof von Grunern hat man eine Aussicht auf Staufen im Norden und auf den Belchen im Osten. Der Weg führt auf einer asphaltierten Rebstraße vorbei am Fohrenberg und dann ohne Asphalt weiter Richtung Castellberg. Kurz bevor der Weg auf die asphaltierte Castellbergstraße mündet sieht man rechter Hand einige Segmente der Berliner Mauer von der Sonnenallee. Nach der Kastelberghütte mit Parkplatz, wo nur eine Erklärungstafel noch auf die abgebrannte Gerichtseiche des Freiburger Künstlers und Holzbildhauers Thomas Rees hinweist, erreicht man rechter Hand den Castellberg mit dem Burgrest Kastelberg. Zum Marktplatz von Sulzburg gelangt man über das Himmelreich mit Aussicht auf Sulzburg und die dortige, frühromanische Klosterkirche St. Cyriak.

### Von Sulzburg nach Badenweiler
Von Sulzburg führt der Bettlerpfad zunächst wie das Wiiwägle (ebenfalls einer Wanderstrecke durch das Markgräflerland, von Freiburg nach Weil am Rhein) westlich der historischen Altstadt von Sulzburg durch den Wald hinauf. Der gelbe Raute folgend geht es weiter auf dem Waldweg bis zum Müllheimer Ortsteil Muggardt. Vom Parkplatz am Waldrand reicht der Blick weit über die Rheinebene. Es geht durch Muggardt und am Ende des abgelegenen Dorfes führt der Bettlerpfad zunächst auf einem Wiesenpfad, später einem Waldweg, bis er an der Schwärze auf die Straße von Britzingen nach Badenweiler trifft. Von dieser Passhöhe folgt der Bettlerpfad weiter der gelben Raute (Weg mit der Bezeichnung Klinikweg) zum Talgrund, von dort ist es noch ein kurzes Stück hinauf in den seit Römerzeiten bekannten Badeort Badenweiler. Von Merzhausen bis Badenweiler ist der Bettlerpfad ca. 30 Kilometer lang.  